# Zemire Corona
La Zemire Corona è una struttura geologica della superficie di Venere.